# Staatsstraße 148
Die Staatsstraße 148  (S 148) ist eine Staatsstraße in der südlichen Oberlausitz, die von Löbau nach Ebersbach-Neugersdorf zur tschechischen Grenze verläuft. Die Staatsstraße besitzt eine überregionale Bedeutung, insbesondere für den Transitverkehr nach Südosteuropa.

## Geschichte und Verlauf

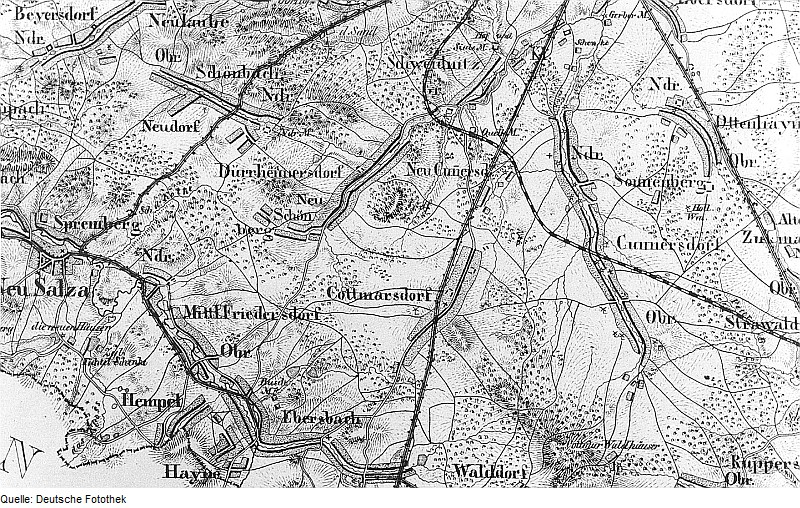
Die 1828 trassierte Straße zwischen Großschweidnitz und Ebersbach (Bildmitte von Nord nach Süd)

Die Straße wurde 1828 von Löbau, über Neugersdorf nach Rumburk als gradlinige Chaussee errichtet. Im Zuge der Bauarbeiten wurde ein Chaussee-Haus bei Löbau erbaut.
Heute verläuft die Straße südlich bei Löbau ausgehend von der Kreuzung mit der B 178 über die Ortschaften Großschweidnitz, Neucunnersdorf und Kottmarsdorf nach Ebersbach-Neugersdorf, wo sie als Stadtumfahrung dient. Auf ihrer Gesamtlänge von 19 km überquert sie die Flüsse Großschweidnitzer Wasser, Spree, Leutersdorfer Bach und Kaltbach sowie die Bahnstrecke Löbau–Zittau.

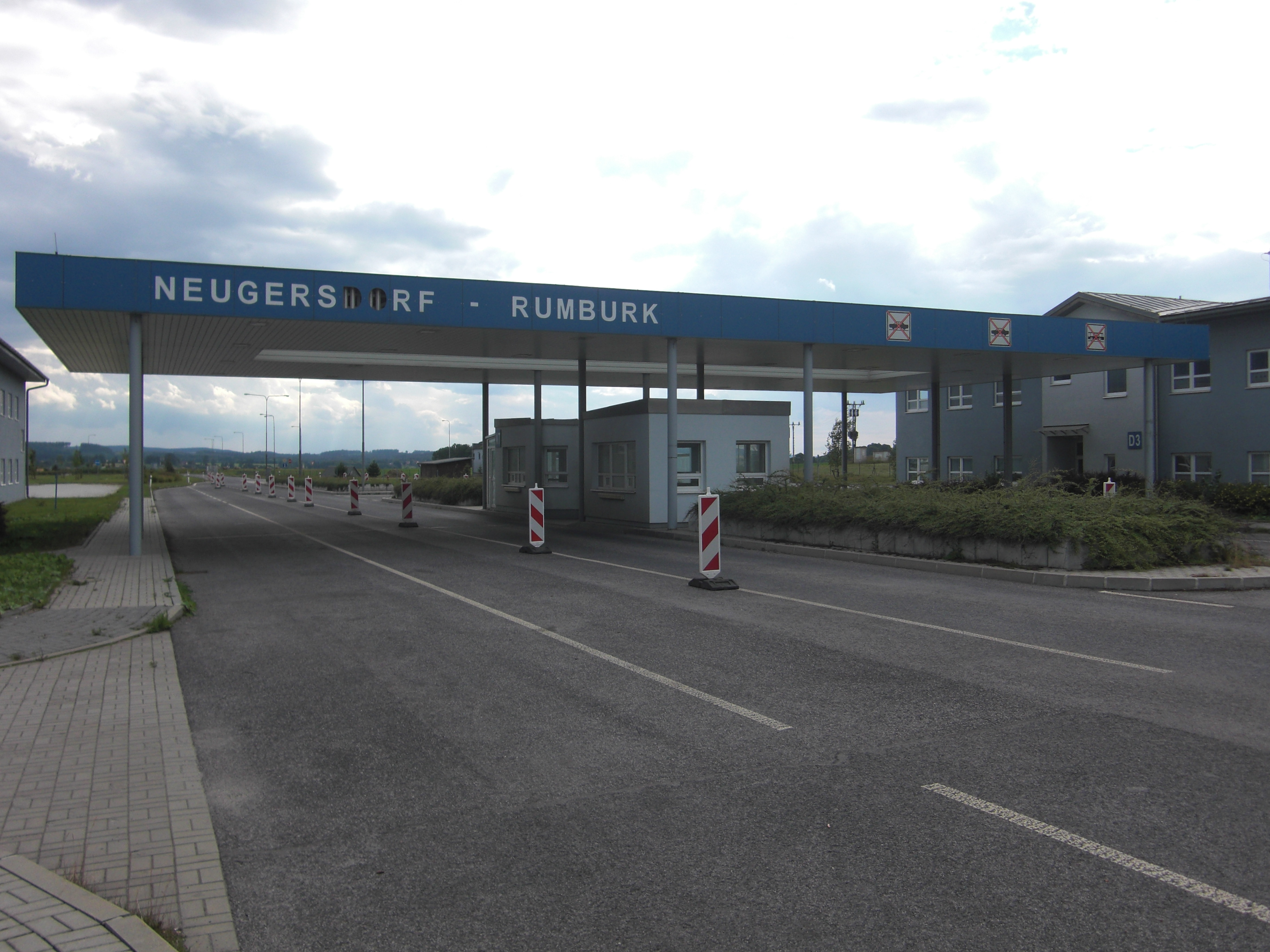
Grenzübergang Neugersdorf

In Ebersbach-Neugersdorf quert die S 148 die deutsch-tschechische Grenze, wo sie als Silnice I/9 (Staatsstraße 9) nach Prag fortgeführt wird. Es war bis zum Beitritt der Tschechischen Republik zum Schengener Abkommen eine von nur 3 Grenzübergangsstellen für LKW in Sachsen in Richtung Tschechien.
Durch ihren Verlauf im Lausitzer Bergland sowie durch landschaftliche Veränderungen durch Gletscher und Bäche weist die Straße mehrere Steigungen und Senkungen, wie den Kottmarsdorfer Berg oder das Tal des Großschweidnitzer Wassers auf.

## Ausbauzustand
Die Staatsstraße ist von Löbau bis Ebersbach-Neugersdorf durchgängig zweispurig befahrbar. Auf der Ortsumfahrung Ebersbach-Neugersdorf wird das 2+1-System angewandt. Dort sind ebenfalls grundlegende Verkehrsumstrukturierungen in Höhe von 5,5 Mio. Euro geplant, um die reibungslose Verkehrsanbindung zur Bundesstraße 96 zu gewährleisten.

## Unfälle
Auf der Straße ereigneten sich auffällig viele Unfälle, so etwa im Mai 2016, als ein LkW von der Fahrbahn abkam, im November 2017, als ein LkW bei Glätte fast in die Spree rutschte, und ein weiteres Mal bei Glätte, als neun LkWs in einer leichten Kurve kollidierten und die Straße vollgesperrt werden musste.
Auf anderen Abschnitten wie dem „berüchtigten“ Kottmarsdorfer Berg mit seinen 9 % Steigung kommt es in den Wintermonaten oft zu langen Staus und Behinderungen durch Lastkraftwagen. Die Strecke ist dort extrem anfällig für Schneeverwehungen und muss deshalb oft gesperrt werden.
Weitere Unfallschwerpunkte sind die Anschlussstelle Niedercunnersdorf/Großschweidnitz am ehemaligen Gasthof Sachsenfreund. Hier wurden beispielsweise beide Bushaltestellen-Wartehäuschen innerhalb weniger Jahre durch verunfallte Fahrzeuge völlig zerstört. Der grundlegende Umbau der Kreuzung erfolgte 2019.
An einer anderen Kreuzung in Großschweidnitz kam es zwischen 2009 und 2011 zu sechs Unfällen. Auch in den Jahren danach kam es zu mehreren Dutzend, häufig schweren Verkehrsunfällen. Erst 2021 wurde an der Kreuzung ein Tempolimit von 70 km/h eingerichtet. Dennoch kam es kurz darauf wieder zu Unfällen.